# Moisés Camacho
Moisés Camacho Soto (Iguala, Guerrero; 27 de abril de 1947) es un exfutbolista mexicano que jugaba en la posición de portero. Entre el 1 de agosto de 1975 (2-3 contra Alemania Democrática) y el 1 de febrero de 1977 (5-1 contra Yugoslavia), completó un total de ocho apariciones internacionales con México.

## Trayectoria
Inició su carrera en el CD Zacatepec, donde estuvo bajo contrato de 1970-1975. En 1978, se mudó al Puebla FC, estando bajo contrato hasta 1987, retirándose a los 40 años.

## Clubes
| Club             | País   | Año       |
| ---------------- | ------ | --------- |
| Zacatepec        | México | 1970-1975 |
| Atlético Español | México | 1975-1978 |
| Puebla           | México | 1978-1987 |

## Palmarés

### Títulos nacionales
| Título           | Equipo | País   | Año     |
| ---------------- | ------ | ------ | ------- |
| Primera División | Puebla | México | 1982-83 |

### Títulos internacionales
| Título                           | Equipo           | País    | Año  |
| -------------------------------- | ---------------- | ------- | ---- |
| Copa de Campeones de la Concacaf | Atlético Español | Surinam | 1975 |